# Naga (fantastyka)
Zasugerowano, aby zintegrować ten artykuł z artykułem Nagowie (mitologia) (dyskusja). Nie opisano powodu propozycji integracji.
Naga – fikcyjny gatunek istot w wielu utworach fantasy oraz grach RPG i komputerowych. Ich nazwa i wygląd pochodzi od istot z mitologii hinduskiej, które w hinduizmie i buddyzmie są wodnymi duchami mającymi ciało pół człowieka, pół węża.
W fantasy nagi są na ogół istotami drugoplanowymi. W powieściowym cyklu Xanth Piersa Anthony’ego żyją w jaskiniach i walczą z goblinami. Są jednym z gatunków w grze fabularnej Dungeons & Dragons, pojawiają się w grach komputerowych Warcraft III, World of Warcraft, Runes of Magic, Warlords Battlecry III, Guild Wars, Final Fantasy, Battle for Wesnoth oraz w serii Heroes of Might and Magic. Do nag nawiązuje także imię Nagini – ulubionego węża Lorda Voldemorta z cyklu o Harrym Potterze autorstwa Joanne K. Rowling.

## Dungeons & Dragons
W grze fabularnej Dungeons & Dragons nagi są grupą podobnych do siebie inteligentnych wężowych wynaturzeń o ludzkiej głowie. Najpowszechniejsze z podrodzajów nag to: mroczna, strażnicza, duchowa i wodna.